# Bandy

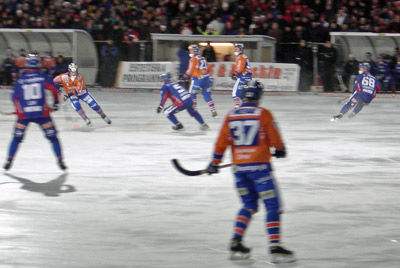
Un partit de bandy.

El bandy és un esport d'hivern, similar a l'hoquei sobre gel, on una pilota és copejada amb un pal sobre una pista de gel.

## Nom
Des de mitjan segle xx el terme bandy es prefereix en general per evitar la confusió amb l'hoquei sobre gel. L'esport és conegut amb aquest nom a molts països, encara que hi ha algunes excepcions notables. A Rússia el bandy s'anomena «hoquei de Rússia» (Русский хоккей) o amb més freqüència «hoquei amb pilota» (хоккей с мячом), mentre que l'hoquei sobre gel s'anomena «hoquei amb discs» (xоккей с шайбой) o l'«hoquei canadenc». A Kazakhstan el bandy s'anomena допты хоккей. A Finlàndia, Estònia i Hongria el bandy es coneix com a «pilota de gel» (jääpallo, jääpall i jéglabda). A Hongria també com bandy.

## Història

### Orígens
Pel que fa a la història moderna, cal destacar la importància de Rússia, una de les nacions fundadores de la Federació Internacional de Bandy que sempre ha obtingut una bona posició al campionat mundial d'aquest esport. Els russos es veuen a si mateixos com a creadors d'aquest esport.
La Gran Bretanya també ha exercit un paper important en el desenvolupament d'aquest esport. En els temps antics existia el ban, un esport similar al bandy. Es va jugar en tot el país en diferents formes. El joc es va fer molt popular al districte Cynffig - Margam del Vale of Glamorgan, on grans extensions de platges de sorra van proporcionar un ampli espai per jugar. Com a esport d'hivern, el bandy britànic es va originar als pantans de East Angli, on hi havia grans extensions de gel formats als prats inundats o rentats de poca profunditat en els freds hiverns, i el patinatge era una tradició. Els membres del Bury Fen Bandy club va publicar les regles del joc en 1882, i es va introduir en altres països. El primer partit internacional va tenir lloc entre Bury Fen i Haarlem als Països Baixos. El Campionat d'Europa de 1913 va ser el primer i fins ara únic torneig de Campionat d'Europa a bandy.

### Relació amb altres esports
Hi ha qui considera que el bandy va ser un precursor d'hoquei sobre gel i que n'ha influenciat el desenvolupament, sobretot en els països europeus i ex soviètics. Si bé l'hoquei sobre gel va ser creat al Canadà, inicialment se'n jugava una variant més semblant al bandy, després que els soldats britànics introduïssin el joc el 1800. Quan va ser hora de formalitzar les regles a Amèrica es van formalitzar les regles d'hoquei sobre gel modernes, que es van cristal·litzar de manera semblant a Europa.
Durant la major part de la dècada de 1900 bandy era més popular que l'hoquei sobre gel en alguns països europeus, entre ells Suècia, Finlàndia i Rússia. L'hoquei sobre gel es va fer més popular que el bandy en la major part d'Europa, sobretot perquè l'hoquei es va convertir en un esport olímpic, però el bandy no. Els jugadors Bandy de Rússia, Suècia i altres països van començar a jugar a hoquei per competir a nivell internacional, especialment a Rússia, quan la Unió Soviètica volia competir amb Occident. L'estil típic europeu d'hoquei sobre gel és menys físic.
En algunes parts d'Europa era comú que els clubs esportius tinguessin el bandy per al període fred de l'any i el futbol per al període càlid, de manera que els atletes jugaven els dos esports segons l'època de l'any. Dos exemples són l'anglès Nottingham Forest Football i el Bandy Club (avui conegut com a Nottingham Forest FC) i el Noruec Strømsgodset IF, un club que encara té una secció bandy activa.

### Actualitat
A Finlàndia, Noruega, Rússia i Suècia, el bandy és un esport important, té un ampli suport popular i molts jugadors en actiu actius. Només a Suècia hi ha més de 350 clubs, i fins a 20.000 espectadors assisteixen a la final de la lliga domèstica. A Rússia el bandy és considerat com l'esport nacional i hi ha un acord amb l'Església Ortodoxa Russa. Bandyen també ha guanyat pes els últims anys en particular a Canadà, EUA, Belarús i Hongria, i l'interès creix als Països Baixos i Estònia. Els últims països on bandy ha rebut més atenció són la Xina, Mongòlia,Índia i Japó. El bandy es va incloure en els Jocs Asiàtics d'Hivern per primera vegada el 2011.
Cada país té una lliga nacional, on cada any es lluita pel campionat nacional i els millors juguen el Campionat del Món, la Copa Mundial o la Copa d'Europa, que es va estrenar el 1974 i sempre ha estat dominada totalment pels equips suecs i russos. Si bé el bandy es va presentar per participar en els Jocs Olímpics d'Hivern el 1952, però ha arribat a ser una part permanent dels Jocs.
El 2013 les federacions nacionals existeixen en diversos països com l'Afganistan, Argentina,Armènia,Austràlia, Belarús, Canadà, Xina, Estònia, Finlàndia, Gran Bretanya, Hongria, Índia, Irlanda, Itàlia, Japó, Kazakhstan, Kirguizstan, Letònia, Lituània, Mongòlia, Països Baixos, Noruega, Polònia, Rússia, Sèrbia, Suècia, Suïssa, Ucraïna i Estats Units.
La Federació Internacional de Bandy (FIB) és la federació esportiva internacional, reconeguda pel COI, que regula el Bandy. Té la seu a Söderhamn (Suècia), el secretari general és Bo Nyman i el president és Boris Skrynnik.

## Regles

Mides de l'espai de joc

El bandy es juga en una pista de gel, utilitzant una pilota rodona. La pista té la mida d'un camp de futbol, entre 45 i 65 metres d'amplada i entre 90 i 110 metres de longitud. Cada equip té 11 jugadors i l'objectiu de fer entrar la pilota a la porteria del rival, que fa 2,1 metres d'alt per 3,5 metres d'ample. Les regles es poden consultar a la web de la federació.
- Menys els porters, els jugadors no poden tocar la pilota intencionadament amb el cap, les mans o els braços durant el joc. La pilota es pot tocar amb les altres parts del cos, a més del pal.[6]
- Els partits tenen dues meitats de 45 minuts.
- Hi ha tir lliure des d'on es comet la infracció.
- Hi ha fores de joc com al futbol.
- En els tornejos, en cas d'empat es juguen dues parts més de 15 minuts cadascuna i si l'empat es manté es llancen penals.